# Aspnästing
Aspnästing (Eutypa sparsa) är en svampart som beskrevs av Romell. Aspnästing ingår i släktet Eutypa och familjen Diatrypaceae.  Arten är reproducerande i Sverige. Inga underarter finns listade i Catalogue of Life.